# Davids Samling
Davids Samling er et kunstmuseum i København, der rummer kunst og kunsthåndværk fra 1700-tallets Europa, dansk guldalder og nyere dansk kunst samt kunst fra den islamiske verden fra 600-tallet til 1800-tallet.
Den ældre europæiske samling er opstillet i en interiørmæssig sammenhæng i husets oprindelige rum fra 1800-tallet.
Samlingen af nyere dansk kunst viser værker udført af bl.a. Theodor Philipsen, J.F. Willumsen, L.A. Ring og Peter Hansen samt 11 værker af Vilhelm Hammershøi.
Den islamiske samling er langt den største af sin art i Skandinavien, og den hører til blandt de ti væsentligste i den vestlige verden. Nu repræsenterer samlingen stort set hele den klassiske islamiske verden fra Spanien i vest til Indien i øst, og den dækker perioden fra det 8. til det 19. århundrede.
Samlingen blev grundlagt af højesteretssagfører Christian Ludvig David (1878-1960), der selv havde anskaffet grundstammen i samlingen. 12. december 1945 blev samlingen en selvejende institution, C.L. Davids Fond og Samling, og museet åbnede i 1948. Ved Davids død arvede den selvejende fond C.L. Davids Fond og Samling hele hans formue.
Davids Samling er en del af Parkmuseerne.